# Luhtasaari (ö i Lappland, Norra Lappland, lat 67,30, long 25,59)
Luhtasaari eller Raatelamminsaari är en ö i Finland. Den ligger i vattendraget Riipijoki och i kommunen Sodankylä och landskapet Lappland, i den norra delen av landet, 800 km norr om huvudstaden Helsingfors. Öns area är 2,6 hektar och dess största längd är 360 meter i nord-sydlig riktning.